# Albert Atterberg
Pour les articles homonymes, voir Atterberg.
Albert Mauritz Atterberg (19 mars 1846 - 4 avril 1916) est un chimiste et agronome suédois qui crée les limites d'Atterberg, auxquelles se réfèrent couramment les ingénieurs géotechniciens et les ingénieurs géologues aujourd'hui. En Suède, il est également connu pour avoir créé l'échelle granulométrique d'Atterberg, qui reste celle en usage.

## Biographie
Atterberg obtient son doctorat en chimie de l'Université d'Uppsala en 1872, puis y reste en tant que chargé de cours en chimie analytique jusqu'en 1877, période au cours de laquelle il voyage à travers la Suède et à l'étranger pour étudier les derniers développements de la chimie organique. Il est ensuite directeur de la station chimique et de l'institut de contrôle des semences de Kalmar, publiant de nombreux articles sur la recherche agricole traitant de la classification des variétés d'avoine et de maïs entre 1891 et 1900.
C'est vers l'âge de cinquante-quatre ans qu'Atterberg, tout en poursuivant ses travaux sur la chimie, commence à concentrer ses efforts sur la classification et la plasticité des sols, pour lesquelles il est le plus connu. Atterberg est apparemment le premier à suggérer la limite <0,002 mm comme classification des particules d'argile. Il découvre que la plasticité est une caractéristique particulière de l'argile et, à la suite de ses recherches, arrive aux limites de consistance qui portent aujourd'hui son nom. Il mène également des études visant à identifier les minéraux spécifiques qui confèrent à un sol argileux sa nature plastique.
Les travaux d'Atterberg sur la classification des sols sont officiellement reconnus par la Société internationale des sciences du sol lors d'une conférence à Berlin en 1913. Deux ans plus tard, un rapport du Bureau américain des normes déclare que la méthode d'Atterberg est "aussi simple qu'on pouvait l'imaginer, et ... il est bon que nous nous familiarisions avec elle". Le Bureau américain de la chimie et des sols l'adopte en 1937.
L'importance du travail d'Atterberg n'a jamais été pleinement réalisée dans son propre domaine de la science agricole, ni dans d'autres sujets concernés par les argiles, comme la céramique. Son introduction dans le domaine de l'ingénierie géotechnique est due à Karl von Terzaghi, qui en est venu à réaliser son importance à un stade relativement précoce de ses recherches. L'assistant de Terzaghi, Arthur Casagrande, standardise les tests dans son article en 1932 et les procédures sont suivies dans le monde entier depuis.
Il est l'oncle du compositeur Kurt Atterberg.